# Dirk Faust

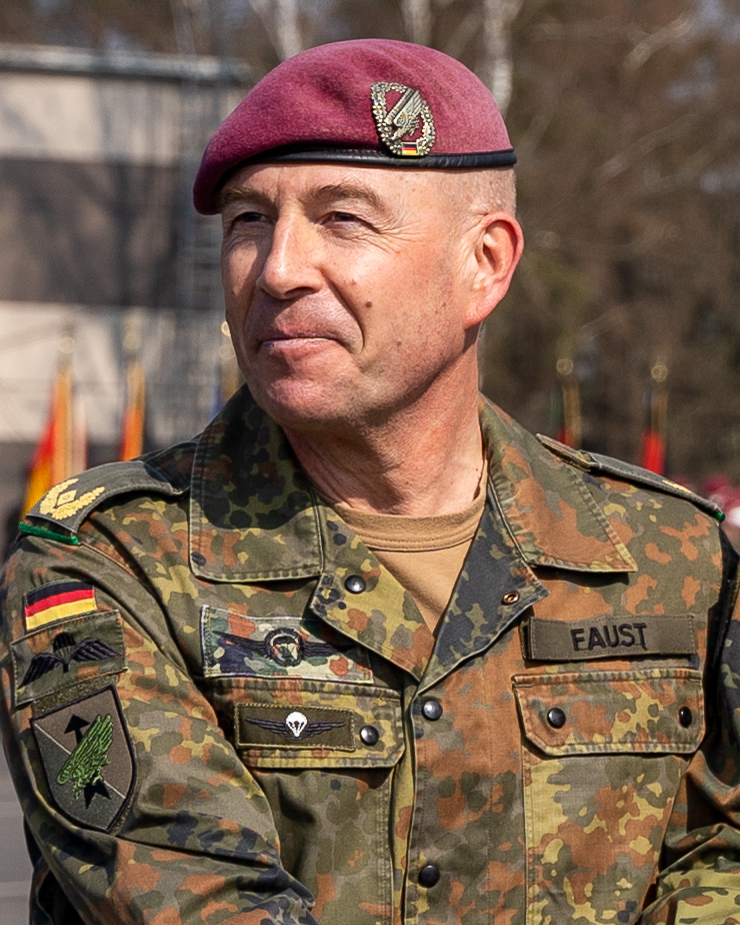
Dirk Faust, 2022

Dirk Achim Faust (* 20. August 1966 in Herbornseelbach) ist ein Generalleutnant des Heeres der Bundeswehr und seit dem 8. Juli 2025 Chef des Stabes des Joint Force Command Norfolk der NATO.

## Militärische Laufbahn

### Ausbildung und erste Verwendungen
Beförderungen
- 1989 Leutnant
- 1991 Oberleutnant
- 1995 Hauptmann
- 2000 Major
- 2003 Oberstleutnant
- 2012 Oberst
- 2015 Brigadegeneral
- 2022 Generalmajor
- 2025 Generalleutnant

Faust trat 1986 als Offizieranwärter beim Panzergrenadierbataillon 132 in Wetzlar in die Bundeswehr ein. Von 1986 bis 1989 erfolgte die Ausbildung zum Offizier. Als einer von wenigen Offizieren ohne Studium besuchte er keine Universität der Bundeswehr. Stattdessen erfolgte von 1989 bis 1990 eine Verwendung als Feuerleitoffizier im Panzergrenadierbataillon 142 in Neustadt (Hessen). Von 1990 bis 1991 wurde er wiederum in Wetzlar beim Panzergrenadierbataillon 133 als Zugführer eingesetzt. Hierauf folgend wurde er nach Koblenz versetzt, wo er von 1991 bis 1995 im Panzergrenadierbataillon 342 als Ausbildungsoffizier in der Unteroffizierlehrkompanie, S2-Offizier (Militärisches Nachrichtenwesen) und S6-Offizier (Führungsunterstützung) in Stab Verwendung fand. In diesem Zeitraum nahm er 1993/94 an seinem ersten Auslandseinsatz als Pressebegleitoffizier an der Mission UNOSOM II in Somalia teil. Im selben Bataillon war er auch von 1995 bis 1998 Kompaniechef. Es folgte 1998–1999 eine Verwendung im Gefechtssimulationszentrum des Heeres in Wildflecken (Offizier für Führung, Ausbildung und Organisation (S3) Kampftruppe). Anschließend absolvierte er im 42. Generalstabslehrgang Heer von 1999 bis 2001 die Ausbildung zum Offizier im Generalstabsdienst an der Führungsakademie der Bundeswehr in Hamburg.

### Dienst als Stabsoffizier
Nach Abschluss der Generalstabsausbildung wurde Faust 2001–2003 als G3-Planungsstabsoffizier im Heeresführungskommando in Koblenz eingesetzt. Von 2003 bis 2004 nahm er am Command and General Staff Officer Course am US Army Command and General Staff College in Fort Leavenworth in Kansas (USA) teil. Nach Deutschland zurückgekehrt, folgte von 2004 bis 2006 eine Verwendung als Referent im Bundesministerium der Verteidigung, Führungsstab der Streitkräfte I 5 in Bonn. Hierauf folgte 2006–2009 eine weitere Verwendung im Truppendienst als Bataillonskommandeur des Panzergrenadierbataillons 401 in Hagenow. In dieser Zeit nahm er auch an seinem zweiten Auslandseinsatz bei ISAF als Kommandeur des Einsatz- und Unterstützungsverbandes Kabul (Afghanistan) teil. Er wurde darauf folgend von 2009 bis 2011 beim Personalamt der Bundeswehr in Köln als Personalführer der Generalstabsoffiziere des Heeres eingesetzt. Es folgte eine Versetzung nach Stadtallendorf zur Division Spezielle Operationen, wo er 2011–2013 den Dienstposten als G3-Weiterentwicklung innehatte. In dieser Zeit 2012/13 folgte der dritte Auslandseinsatz im Kosovo als Chef de Cabinet beim Kommandeur KFOR. Von 2013 bis 2015 kam die Verwendung als Referatsleiter im Bundesministerium der Verteidigung in Berlin in der Abteilung Strategie und Einsatz dazu.

### Dienst als General
Von Mai 2015 bis Mai 2016 wurde Faust unter Beförderung zum Brigadegeneral als Deputy Force Commander und Chief Military Observer bei der United Nations Mission in Liberia eingesetzt. Vom 1. Juli 2016 bis April 2020 war er Brigadekommandeur der Luftlandebrigade 1 in Saarlouis, bevor er 2020 als Unterabteilungsleiter Strategie und Einsatz II im Bundesministerium der Verteidigung in Berlin André Bodemann nachfolgte. Seit dem 25. März 2022 ist er, als Nachfolger von Generalmajor Andreas Hannemann, Kommandeur der Division Schnelle Kräfte in Stadtallendorf. Auf diesem Dienstposten erhielt er auch die Beförderung zum Generalmajor.
Vom 24. bis 28. April 2023 leitete Faust die deutsche Operation zur Evakuierung westlicher Ausländer aus dem Sudan, nachdem am 15. April dort Kämpfe zwischen verschiedenen Fraktionen ausgebrochen waren.
Am 8. Juli 2025 übernahm Faust von Almirante Ignacio Cespedes (Armada Española) das Kommando als Chef des Stabes des Joint Force Command Norfolk in Virginia in den Vereinigten Staaten unter Ernennung zum Generalleutnant.

### Auslandseinsätze
- 1993/94 UNOSOM II, Pressebegleitoffizier, Somalia
- 2007/08 ISAF, Kommandeur Einsatz und Unterstützungsverband Kabul, Afghanistan
- 2012/13 KFOR, Chef de Cabinet COM KFOR, Kosovo
- 2015/16 UNMIL, Deputy Force Commander und Chief Military Observer United Nations Mission in Liberia[7]

### Auszeichnungen
- 1993 UN-Medaille UNOSOM
- 1997 Ehrenkreuz der Bundeswehr in Silber
- 2007 Einsatzmedaille ISAF in Bronze
- 2007 NATO-Medaille ISAF
- 2013 Einsatzmedaille KFOR in Bronze
- 2013 NATO-Medaille KFOR
- 2016 Einsatzmedaille UNMIL in Bronze
- 2016 Einsatzmedaille UNMIL in Silber
- 2016 UN-Medaille UNMIL
- 2018 Ehrenkreuz der Bundeswehr in Gold
- unbekannt Fallschirmspringerabzeichen

## Privates
Faust ist verheiratet und hat vier Kinder.